# ヘンリク条項
ヘンリク条項（ポーランド語：Artykuły henrykowskie, ラテン語：Articuli Henriciani）は、ポーランド・リトアニア共和国において制定された統治に関する基本原則と定められた約定。21の条文からなる諸条項は憲法的な性格を帯びている。ヤギェウォ朝断絶後の空位期に入っていた1573年、シュラフタ（ポーランド貴族階級）によってワルシャワ近郊のカーミェンにおいて採択された。黄金の自由の体制を決定づけたものの一つである。

## 概要
この文書は選挙王制下で最初の国王となり、即位に際して諸条項を承認するのを余儀なくされたヘンリク・ヴァレジ（後のフランス王アンリ3世）の名を冠して呼ばれる。国王個人に対して作成される類似した性格の文書「パクタ・コンヴェンタ」と共に、ヘンリク以後の選挙王は全てヘンリク条項に忠誠を誓うことを求められた。「パクタ・コンヴェンタ」が各々の選挙王に求められる私的な契約だったのとは対照的に、ヘンリク条項は全ての国王が遵守すべき永続的な制定法だった。ヘンリク条項には以下のように規定されている。
- 共和国の国王は全てシュラフタの選挙によって選ばれるものであり、決して世襲によって継承されるものではない。
- 国王は少なくともセイムを2年ごとに1度、6週間にわたって召集せねばならない。
- 国王はセイムの承認無しに、租税、関税などを課することは出来ない。
- 国王はセイムの承認無しに、ポスポリテ・ルシェニェ（総動員）を行うことは出来ない。
- 国王はセイムの承認無しに、宣戦および停戦の布告をすることは出来ない。

この諸条項は国王が「自由選挙」によってのみ選出されることを規定している。国王は2年ごとに通常セイム（議会）を召集せねばならず、課税権はセイムのみ認められた。
ヘンリク条項は16人の元老院議員（セナトまたはレジデンツと呼ばれた）からなる常設元老院評議会を創設し、国王が法に背くことのないよう助言と監督を行うように取り決められた。16人の常設元老院評議員は元老院の中から選ばれ、そのうち4人のメンバーが半年ごとに国王の助言者および監督者の役割を担う。
また条項の中では、国王が給与を支払うことなく共和国の国境外に配備する軍隊の徴兵を命じることは出来ず、国王軍には給与が支払われねばならない（ポスポリテ・ルシェニェ）。条項は、ほとんど前例がない宗教的寛容を保障していたワルシャワ連盟協約を組み込んでもいる。さらに共和国における官職と称号に関しても規定していた。
最後に、諸条項はもし君主が国法およびシュラフタの特権に関してこれを濫用した場合、シュラフタは国王の命令を拒否し、国王に反抗する権利を保障していた（抵抗権）。歴代の国王は「もし朕が法、自由、特権、慣習に反することがあれば、王国の全住民は朕に対する忠誠義務を解除される」という条文に誓いを立てる破目に陥ったのである。